# Lerwick (Civil Parish)

Lage von Lerwick auf den Shetlands

Lerwick ist eine historische Verwaltungseinheit (Civil Parish) auf den Shetlandinseln im Norden von Schottland. Vom Typ her handelt es sich um eine Gemeinde.
Das Gebiet des Civil Parishes liegt im Süden der Insel Mainland und umfasst einige vorgelagerte Inseln, unter denen East Burra, West Burra und Papa die größten sind. Es bildet ein langgestrecktes Rechteck, an das im Norden, mit Tingwall sowie im Süden, mit Dunrossness zwei angrenzende Civil Parishes stoßen. Hinzu kommt, mit Bressay, ein drittes im Osten, das von Lerwick durch eine Wasserstraße getrennt wird.
Der Hauptort ist Lerwick, unter den weiteren sind Bridge End, Brindister, Duncansclett, Easter Quarff, Gremista, Gulberwick, Hamnavoe, Houss, Meal, Papil, Quarff, Sound, Symbister und Wester Quarff.
Ende des 20. Jahrhunderts wurde das Civil Parish aufgeteilt in die Community Council Areas Lerwick im Nordosten, Gulberwick, Quarff and Cunningsburgh in der Mitte und Burra and Trondra im Südwesten.